# Шрек!
«Шре́к» (англ. Shrek) — оповідання американського художника-мультиплікатора Вільяма Стейга; написане та опубліковане 1990 року, за мотивами якого було знято знамениту мультиплікаційну серію.
Шрек! — це жартівливе фантастичне оповідання-казка, опубліковане в 1990 році американським письменником і карикатуристом Вільямом Стейгом, про огидного зеленого монстра, який покидає дім, щоб побачити світ, і в кінцевому підсумку одружується з потворною принцесою. Книгу загалом добре сприйняли після публікації, а критики високо оцінили ілюстрації, оригінальність та написання. Критики також описують Шрека як антигероя і відзначають у книзі теми задоволення та самооцінки. Книга послужила основою для першого фільму про Шрека (2001) та популярної серії фільмів про Шрека з Майком Маєрсом у головній ролі через десять років після її публікації.